# Бруклендс (Квинсленд)
Бру́клендс (англ. Brooklands) — сельский населённый пункт в регионе Южный Бернетт, штат Квинсленд, Австралия. По данным переписи населения 2016 года, население Бруклендса составляло 294 человека.
16 октября 1916 года в Бруклендсе была открыта временная школа Мидл-Крик (англ. Middle Creek Provisional School). 1 сентября 1920 года она стала государственной школой Мидл-Крик. В 1971 году она была переименована в Бруклендскую государственную школу. Школа закрылась 29 июня 1973 года.
В 18 км к северу от Бруклендса находится крупнейшая частная обсерватория Кингарой (бывшая астрономическая обсерватория Майденвелл), которая привлекает множество туристов в Квинсленде.